# Monte Crispignano
Il monte Crispiniano o monte Crispignano è una montagna situata nel settore meridionale dei monti Dauni, la cui altitudine (1 105 m s.l.m.) è tra le più elevate della Puglia.

## Descrizione
Il monte occupa un territorio suddiviso amministrativamente tra i comuni di Panni (versante nord) e Accadia (versante sud), in provincia di Foggia. Dalla sua sommità si può ammirare il paesaggio dei monti del Sannio e dell'Irpinia nonché il Tavoliere delle Puglie.
Il monte, ricco di acque sorgive, dà origine ai due torrenti Avella e Jazzano, affluenti del Cervaro. Il clima, temperato e piuttosto secco d'estate ma con occasionali temporali, diviene freddo e umido d'inverno con frequenti nevicate.
Il monte Crispignano riveste, inoltre, una notevole importanza religiosa: sulle pendici meridionali del monte, a 1 039 metri di altitudine, è ubicato il santuario della Madonna del Carmine, mentre sull'ombroso versante nordorientale si erge a 752 m s.l.m. il santuario della Madonna del Bosco, in territorio di Panni.

### Caratteristiche ambientali
Il territorio è caratterizzato da un substrato di tipo argilloso con affioramenti di calcare cretaceo. L'area è ricca di boschi decidui di querce mentre nelle valli incassate, e in particolare lungo il torrente Frugno, si sviluppa una foresta a galleria di salici e pioppi bianchi.

## Galleria d'immagini

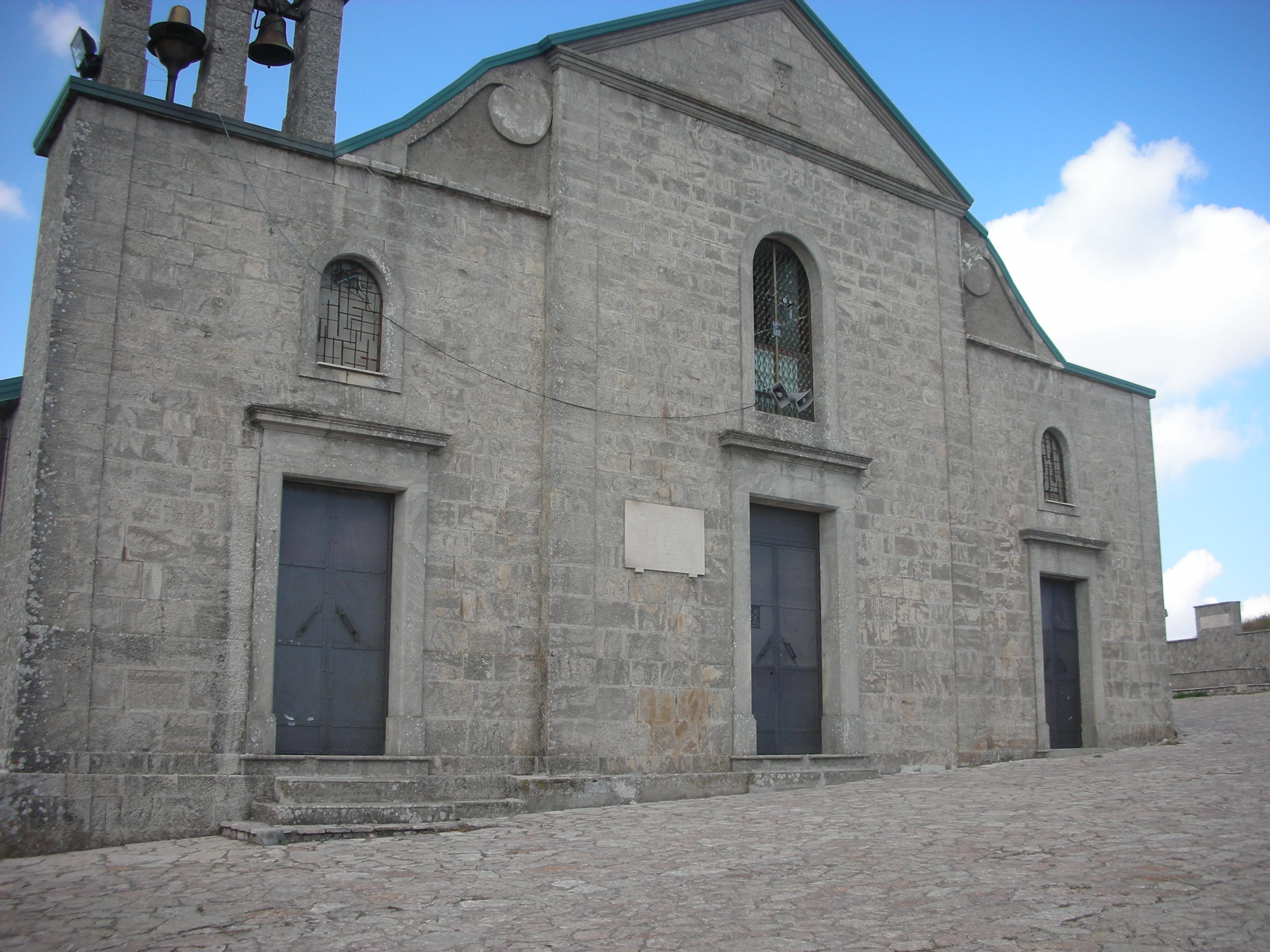
Santuario della Madonna del Carmine
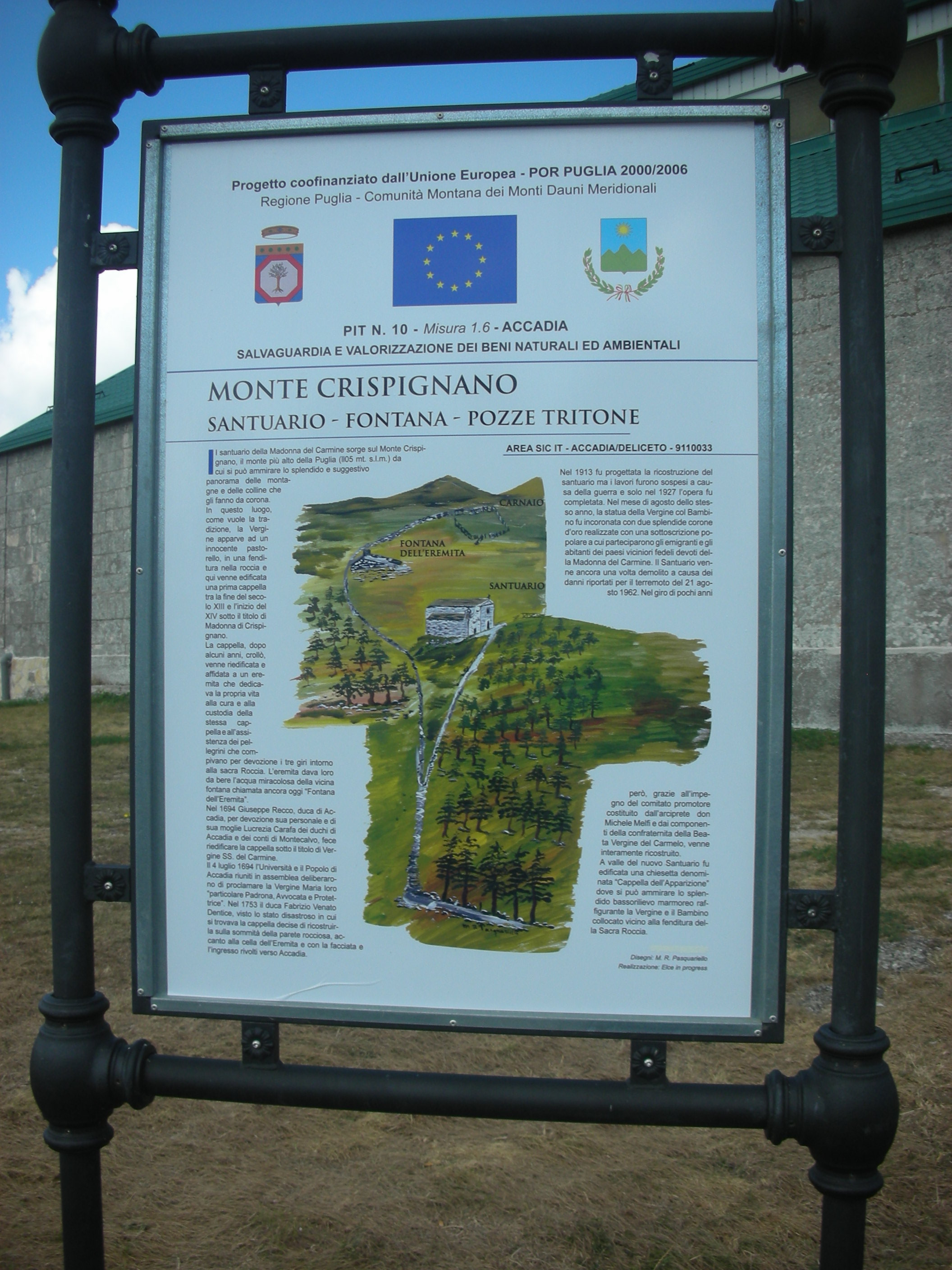
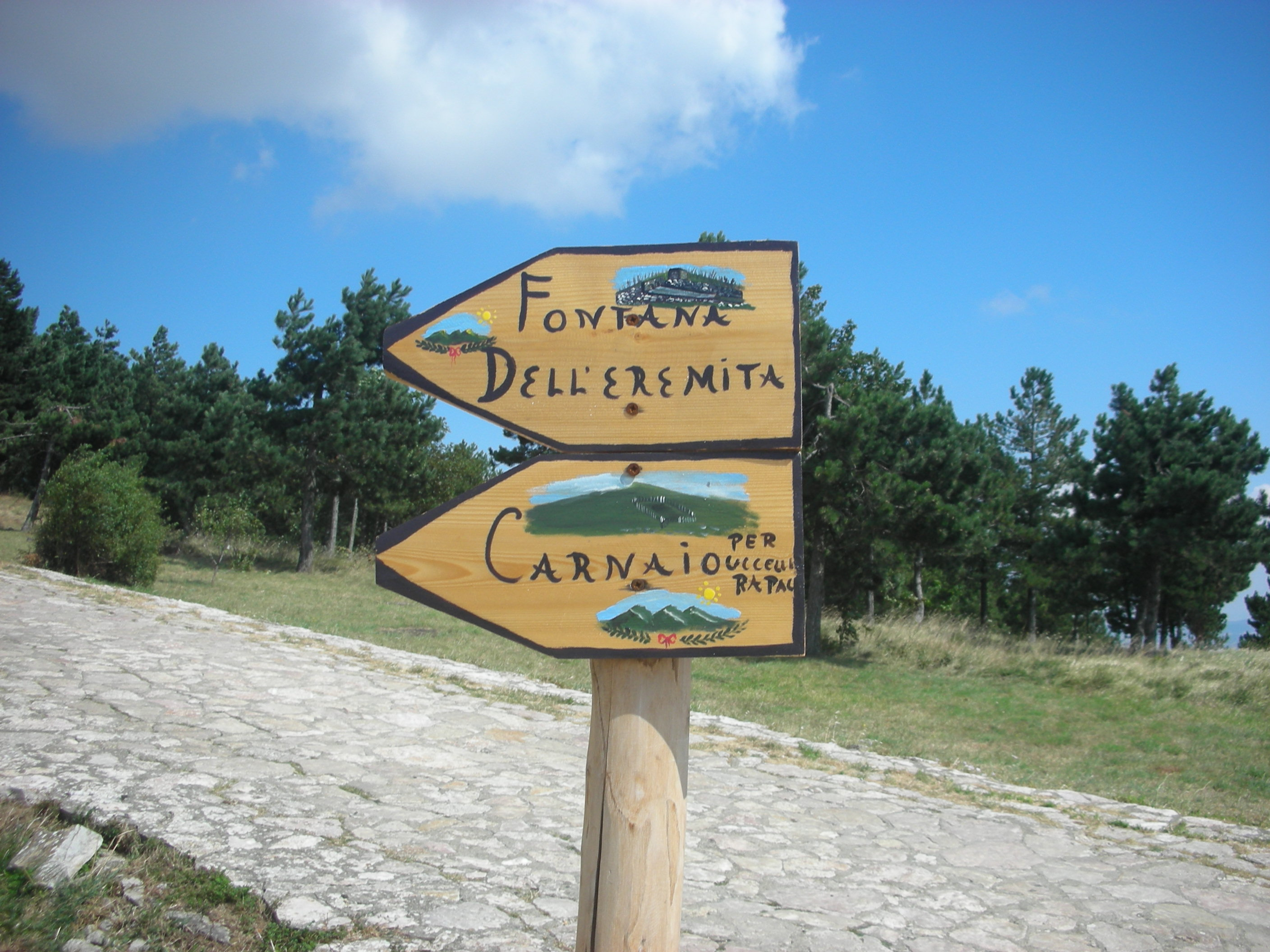
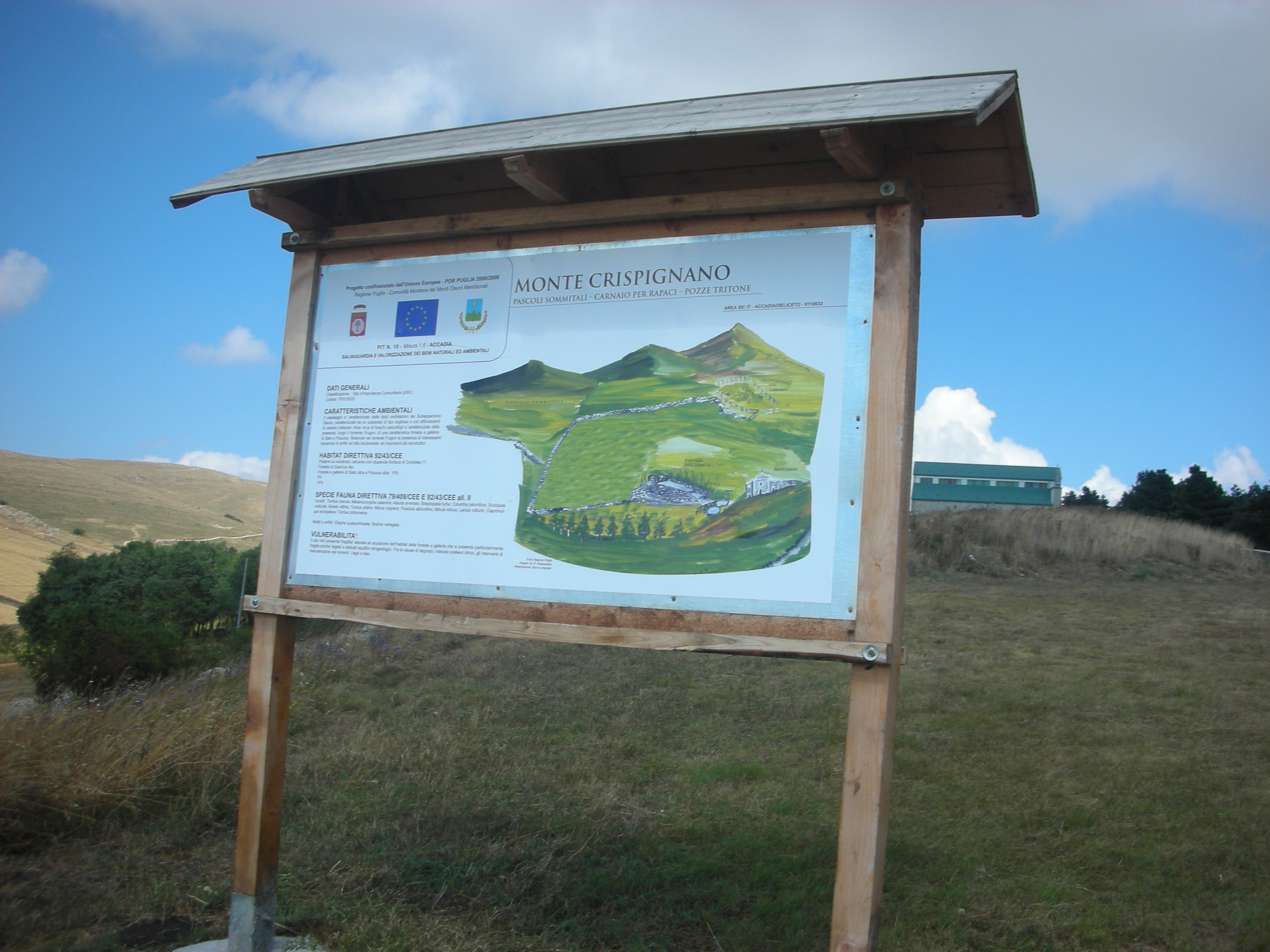